# Reação intradérmica

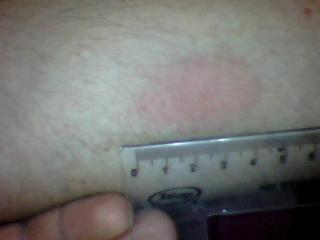
Reação de Montenegro: teste reativo para leishmaniose. Imagem obtida após 48 horas da aplicação. Uma área avermelhada intensa e rígida pode facilmente ser observada, bem como o início de uma erupção cutânea. O teste acusou uma área efetivamente afetada de 38 mm.

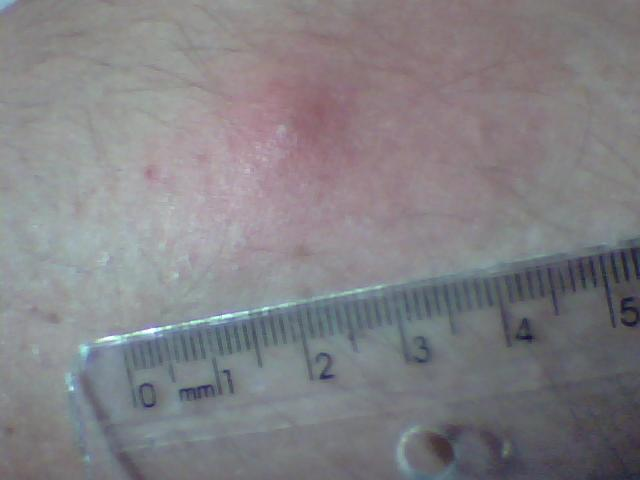
Reação de Montenegro: teste reativo para leishmaniose. Imagem obtida após 72 horas da injeção. A área avermelhada, outrora bem mais intensa e rígida, reduziu-se, contudo a erupção cutânea central acentuou-se.

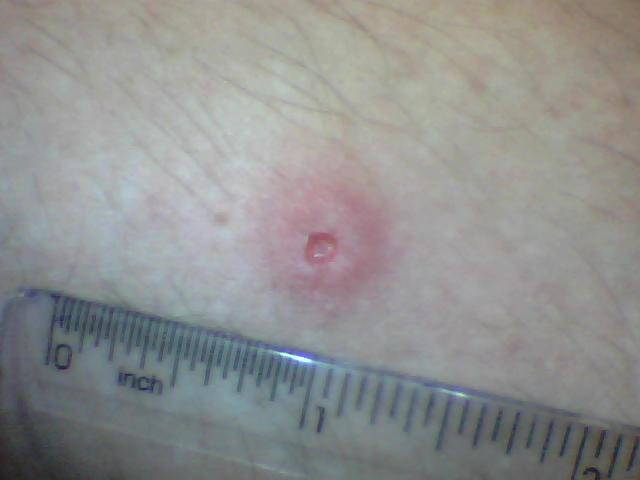
Reação de Montenegro: teste reativo para leishmaniose. Imagem obtida após 144 horas da injeção. A área avermelhada praticamente desapareceu. A erupção resultante é mostrada em detalhes.

A Reação Intradérmica é um exame diagnóstico de grande valia na identificação de um tipo específico de infecção, podendo ser aplicado na pesquisa de infecção por variados agentes patológicos,  dentre os unicelulares, como a leishmania - a qual é designada como Reação Intradérmica de Montenegro geralmente faz referência -, até agentes etiológicos mais complexos, como o esquistossomo.

## Reação Intradérmica de Montenegro
Consiste em uma reação de hipersensibilidade retardada, mensurável através da presença de inflamação, eritema ou mesmo erupção cutânea características, induzidas em uma dada região da pele do paciente após a injeção intradérmica de uma solução salina metiolada contendo antígenos inoperantes ou partes destes previamente preparados por processo de lise celular, liofilização e/ou outros
Em pacientes não infectados espera-se pequena ou nenhuma reação inflamatória, sendo geralmente o teste considerado negativo se a área efetivamente sensibilizada - o que exclui a área apenas avermelhada mas não endurecida - for inferior a 5 mm após 48 horas decorridas da aplicação. Pacientes infectados já possuem um sistema imunológico ativo, e a reação mostra-se muito mais intensa, podendo o teste levar inclusive a pequenas ulcerações na pele, em muito semelhante a furúnculos - embora normalmente sem a presença de pus. Contudo, ao contrário do que as imagens e evolução do teste parecem sugerir, o teste geralmente não provocar dor alguma ao paciente. Quando muito implica uma coceira característica, sendo o paciente instruído a não coçar de forma alguma a região - podendo o mesmo passar apenas álcool no local - ao menos até a obtenção do resultado do teste. Sabões, cremes e outros produtos afins também não são permitidos no local do teste antes de sua conclusão.
Embora um teste reativo seja excelente indicador diagnóstico, um teste não reativo geralmente não exclui a infecção. O teste pode mostrar-se negativo em indivíduos imunodeprimidos, nos primórdios da infecção ou ainda em situações específicas a cada caso.